# Arábia Saudita-Argentina em futebol
Arábia Saudita-Argentina em futebol refere-se ao confronto entre as seleções da Arábia Saudita e da Argentina no futebol.

## Histórico
Histórico do confronto entre Arábia Saudita e Argentina no futebol profissional, categoria masculino:
| Data                   | Cidade              | Jogo                       | Resultado | Competição                        |
| 6 de julho de 1988     | Adelaide Austrália  | Argentina - Arábia Saudita | 2 - 2     | Torneio Bicentenário da Austrália |
| 16 de julho de 1988    | Camberra Austrália  | Argentina - Arábia Saudita | 2 - 0     | Torneio Bicentenário da Austrália |
| 20 de outubro de 1992  | Riad Arábia Saudita | Arábia Saudita - Argentina | 1 - 3     | Copa das Confederações 1992       |
| 14 de novembro de 2012 | Riad Arábia Saudita | Arábia Saudita - Argentina | 0 - 0     | jogo amigável                     |

## Estatísticas
- Atualizado até 15 de julho de 2014 [5]

| Equipe         | Jogos | Vitórias | Empates | Gols marcados |
| -------------- | ----- | -------- | ------- | ------------- |
| Arábia Saudita | 4     | 0        | 2       | 3             |
| Argentina      | 4     | 2        | 2       | 7             |

### Números por competição
| Competição                        | Jogos | Vitórias da Arábia Saudita | Empates | Vitórias da Argentina | Gols da Arábia Saudita | Gols da Argentina |
| --------------------------------- | ----- | -------------------------- | ------- | --------------------- | ---------------------- | ----------------- |
| Torneio Bicentenário da Austrália | 2     | 0                          | 1       | 1                     | 2                      | 4                 |
| Copa das Confederações            | 1     | 0                          | 0       | 1                     | 1                      | 3                 |
| Jogo amigável                     | 1     | 0                          | 1       | 0                     | 0                      | 0                 |
| Total                             | 4     | 0                          | 2       | 2                     | 3                      | 7                 |

### Artilheiros
- Atualizado até 15 de julho de 2014

| Gols        | Arábia Saudita                   | Argentina                                            |
| ----------- | -------------------------------- | ---------------------------------------------------- |
| 2 gols      | -                                | Diego Simeone, Hernán Díaz                           |
| 1 gol       | Majed Abdullah, Saeed Al-Owairan | Claudio Caniggia, Leonardo Rodríguez, Oscar Dertycia |
| Gols contra | Hernán Díaz (1)                  | -                                                    |
| Total       | 3                                | 7                                                    |

## Decisões
| Data                  | Placar                         | Competição             | Resultado        |
| --------------------- | ------------------------------ | ---------------------- | ---------------- |
| 20 de outubro de 1992 | Arábia Saudita 1 - 3 Argentina | Copa das Confederações | Argentina campeã |